# مستشفى الرابطة
مستشفى الرابطة هو مستشفى جامعي يقع بهضبة الرابطة بمدينة تونس. كان اسمه في عهد الاستعمار الفرنسي مستشفى إرنست كونساي Hôpital Ernest Conseil.

## المحتوى
يحتوي المستشفى على الأقسام التالية
1 الجراحة العامة
2 الباطنة العامة
3 طب وجراحة العيون
4 الأمراض الصدرية
5 الروماتيزم والتأهيل
6 الأشعة
7 جراحة القلب
8 طب الأطفال
9 الأمراض الجلدية
10 طب الجهاز الهضمي
11 طب المناعة
12 طب الصناعات
13 جراحة العظام
14 المعمل
15 معمل الدم
16 أمراض القلب للبالغين
17 طب الطوارئ
18 طب الغدد الصماء
19 جراحة المسالك البولية